# Đại Giáp

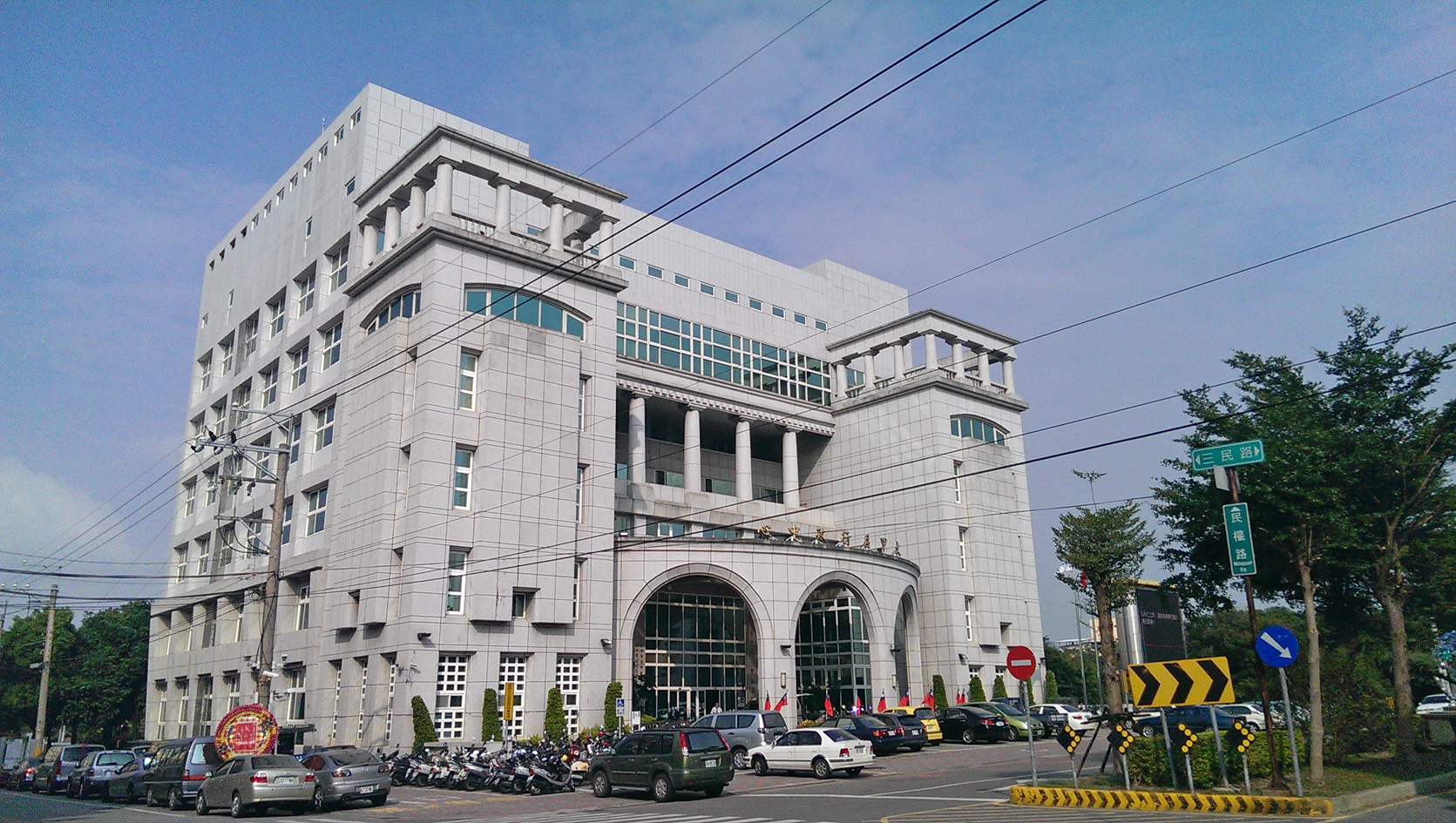
Văn phòng Đại Giáp Khu

Đại Giáp (tiếng Trung: 大甲區; bính âm: Dàjiǎ Qū; Bạch thoại tự: Tāi-kah-khu) là một khu (quận) của thành phố Đài Trung, Trung Hoa Dân Quốc (Đài Loan). Đây là một quận ven biển và là khu vực ngoại ô của thành phố. Diện tích của quận là 58,5192 km², dân số vào tháng 8 năm 2011 đạt 78.197 người thuộc 21.802 hộ gia đình, mật đô dân cư đạt 1336,3 người/km².

## Vận chuyển

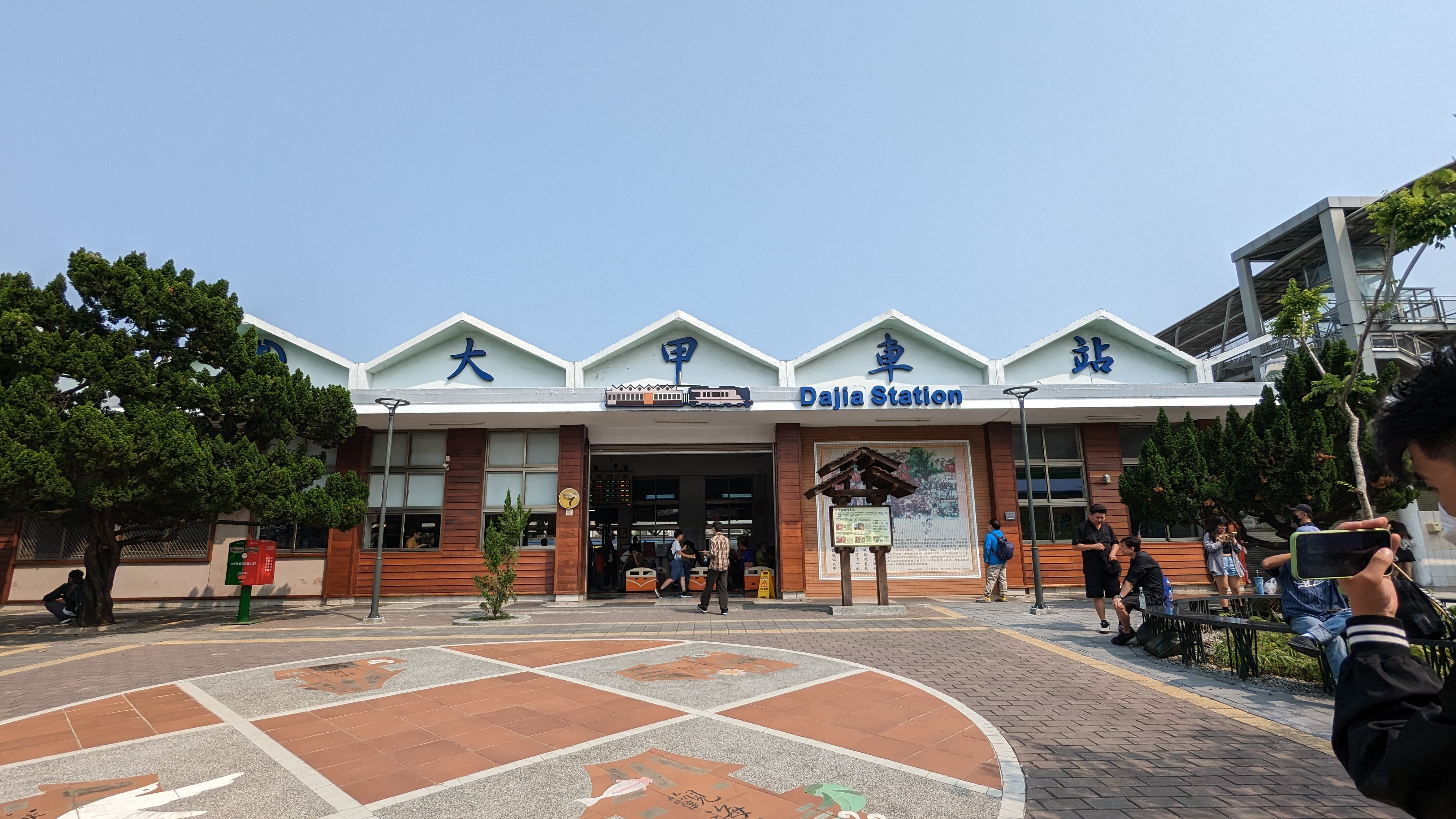
Ga Đại Giáp

- TRA Ga Đại Giáp
- TRA Ga Nhật Nam